# Hexagone (revue)
Pour les articles homonymes, voir Hexagone (homonymie).
Hexagone, ou Hexagone le mag, est une revue française consacrée à la chanson.  

## Historique
Créé par David Desreumaux sous la forme d’un webzine en 2014, Hexagone est passé au format papier en 2016. Le no 1 au format papier est sorti le 18 septembre 2016. La soirée de lancement s'est tenue au Forum Léo Ferré à Ivry-sur-Seine. À cette occasion ont eu lieu plusieurs concerts dont ceux de Gauvain Sers et Anne Sylvestre.
La revue est entièrement consacrée à la chanson française. La parution est trimestrielle. Le format de la revue est épais, de l'ordre de 200 pages. La maquette est soignée, et laisse une place importante à la photographie.
Hexagone reçoit en 2017 le Prix Jacques Douai, décerné pendant le festival Barjac m'enchante. Le Prix Jacques Douai a été créé en 2007 par Jacques Bertin. Il récompense un artiste, une structure ou une personnalité qui participe à la visibilité de la chanson francophone. Ce prix est soutenu par la SACEM et l'ADAMI.